# Rohoznice (Jičíni járás)
Rohoznice település Csehországban, a Jičíni járásban. Rohoznice Červená Třemešná, Úhlejov, Miletín, Boháňka, Bílé Poličany, Trotina, Zdobín és Lanžov településekkel határos. Lakosainak száma 324 fő (2024. január 1.).

## Népesség
A település lakosságának változását az alábbi diagram mutatja:
| Lakosok száma | 672  | 637  | 663  | 451  | 336  | 293  | 317  | 321  | 311  | 324  |
|               | 1869 | 1890 | 1921 | 1950 | 1980 | 2001 | 2017 | 2019 | 2022 | 2024 |